# Ałła (Zosia)
Ałła (Zosia) – jedna z bohaterek powieści Romana Bratnego Kolumbowie. Rocznik 20.
Zosia przybrała pseudonim Ałła ze względu na swą orientalną urodę. Przyjaźniła się z Malutkim. Była łączniczką w powstaniu warszawskim. Zginęła na ulicach Warszawy podczas walk.

## Odtwórczynie postaci
W serialu telewizyjnym Kolumbowie opartym na powieści Bratnego w postać Ałły wcieliła się Halina Golanko (1970, reż. Janusz Morgenstern). W teatrze Ałłę grały m.in. Iga Cembrzyńska (1965, reż. Adam Hanuszkiewicz) i Mirosława Marcheluk (1965, reż. A. Hanuszkiewicz i 1970, reż. Barbara Jaklicz).